# كأس الاتحاد الإنجليزي 1968–69
كأس الاتحاد الإنجليزي 1968–69 (بالإنجليزية: 1968–69 FA Cup)‏ هو الموسم 88 من  كأس الاتحاد الإنجليزي. الذي يشرف على تنظيمه الاتحاد الإنجليزي لكرة القدم، وفاز فيه مانشستر سيتي.